# Thomer-la-Sôgne
Thomer-la-Sôgne foi uma antiga comuna francesa na região administrativa da Normandia, no departamento de Eure. Estendia-se por uma área de 9,16 km². Em 2010 a comuna tinha 315 habitantes (densidade: 34,4 hab./km²).
Em 1 de janeiro de 2019, passou a formar parte da nova comuna de Chambois.